# Drymaria barkleyi
Drymaria barkleyi är en nejlikväxtart som beskrevs av Duke och Steyerm. Drymaria barkleyi ingår i släktet Drymaria och familjen nejlikväxter. Inga underarter finns listade i Catalogue of Life.